# 22474 Frobenius
22474 Frobenius è un asteroide della fascia principale. Scoperto nel 1997, presenta un'orbita caratterizzata da un semiasse maggiore pari a 2,5872318 UA e da un'eccentricità di 0,1631746, inclinata di 3,58351° rispetto all'eclittica.